# یوجین فورد (بازیگر)
یوجین فورد (انگلیسی: Eugenie Forde؛ ‏ ۲۲ ژوئن ۱۸۷۹ – ۵ سپتامبر ۱۹۴۰) بازیگر اهل ایالات متحده آمریکا بود.
از فیلم‌هایی که وی در آن‌ها نقش داشته است، می‌توان به نقاب سرنوشت اشاره نمود.